# Cesar van Hoensbroeck

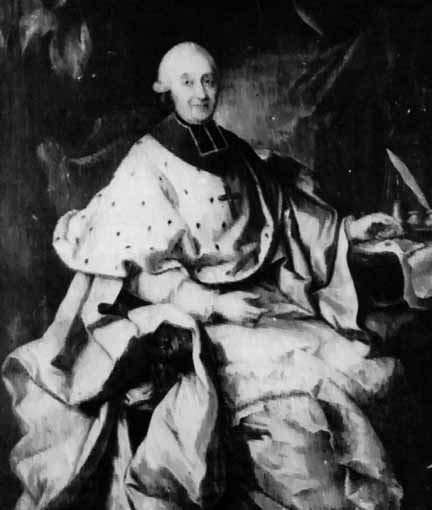
Cesar van Hoensbroeck

Cesarius Constantinus Franciscus graaf van Hoensbroeck-Oost (Oost, gedoopt 28 augustus 1724 - Luik, 3 juni 1792) was prins-bisschop van Luik.

## Familie en opleiding
Van Hoensbroeck was de zoon van Ulricus Antonius Dominicus graaf van Hoensbroeck-Oost (1676-1727) en diens tweede echtgenote Anna Salome Petronella Francisca gravin van Nesselrode-Ereshoven. Hij was een nazaat van Godart Hoen, heer van Hoensbroeck, van wie de tak Van Hoensbroeck-Geul stamde, waaruit weer de takken Van Hoensbroeck-Overbach (Rijnland) en Van Hoensbroeck-Oost (bij Eijsden) voortkwamen.

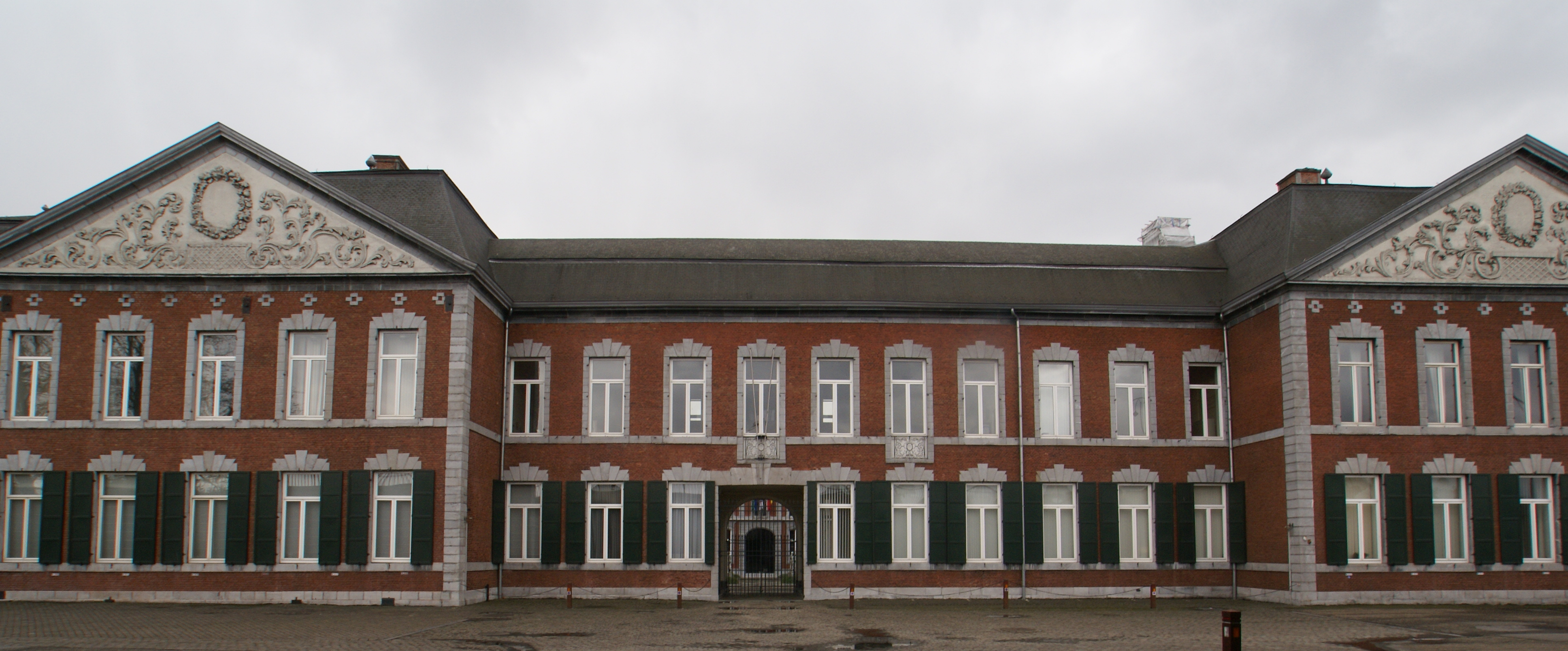
Bisschoppelijk paleis te Seraing

Hij studeerde te Heidelberg en werd kanunnik-scholarch te Aken en kanselier van prins Charles d'Oultremont. Hij was sinds 1751 kanunnik van het kapittel van Luik. Op 28 mei 1752 werd hij tot priester gewijd. Van 1764 tot 1771 was hij kanselier (eerste minister) van het prinsbisdom.

## Prins-bisschop
Van Hoensbroeck werd op 21 juli 1784 tot prins-bisschop van Luik gekozen. Zijn bisschopswijding vond plaats op 19 december 1784 door zijn neef van Hoensbroeck, bisschop van Roermond. Anders dan zijn voorganger, Franciscus Karel de Velbrück, was Van Hoensbroeck een tegenstander van de Verlichting en het febronianisme. Van Hoensbroeck was in het laatste jaar voor de Luikse revolutie in conflict met Luikse burgers over de exploitatie van de casino van Spa. De Luikenaars wilden bovendien dat een van hen stadsmagistraat werd, doch Van Hoensbroeck ging in proces bij het Rijkskamergerecht in Wetzlar en kreeg gelijk: zijn kandidaat werd stadsmagistraat.
Tijdens zijn bewind waaide de revolutionaire geest uit Frankrijk snel over naar Luik (1789) tijdens de Luikse Revolutie. Van Hoensbroeck werd door het volk uit zijn paleis te Seraing gevoerd naar het stadhuis van Luik. Hij ontvluchtte op 13 september 1790 naar Duitsland en kon op 13 februari 1791 terugkeren om in zijn waardigheid te worden hersteld. Deze terugkeer was enkel mogelijk door militaire steun van Pruisen; Van Hoensbroeck beriep zich op een Rijksexecutie zodat de Rooms-Duitse provincie waartoe het prinsbisdom Luik behoorde (Nederrijns-Westfaalse Kreits), militairen kon sturen om hem terug op de troon te plaatsen. Na zijn militair geforceerde terugkeer in Luik voerde hij een repressief bewind van februari tot november 1791. Toen rukten Franse troepen op in het prinsbisdom. Van Hoensbroeck moest opnieuw aftreden.
Cesar van Hoensbroeck overleed op 67-jarige leeftijd, op 3 juni 1792 in Luik. Hij werd voor korte duur opgevolgd door zijn neef, Franciscus Antonius van Méan, die formeel de laatste prins-bisschop van Luik werd (tot 1801).

## Bron
- Grote Winkler Prins Encyclopedie, dl. 11, 1991, blz. 372